# Esquí de campo a través

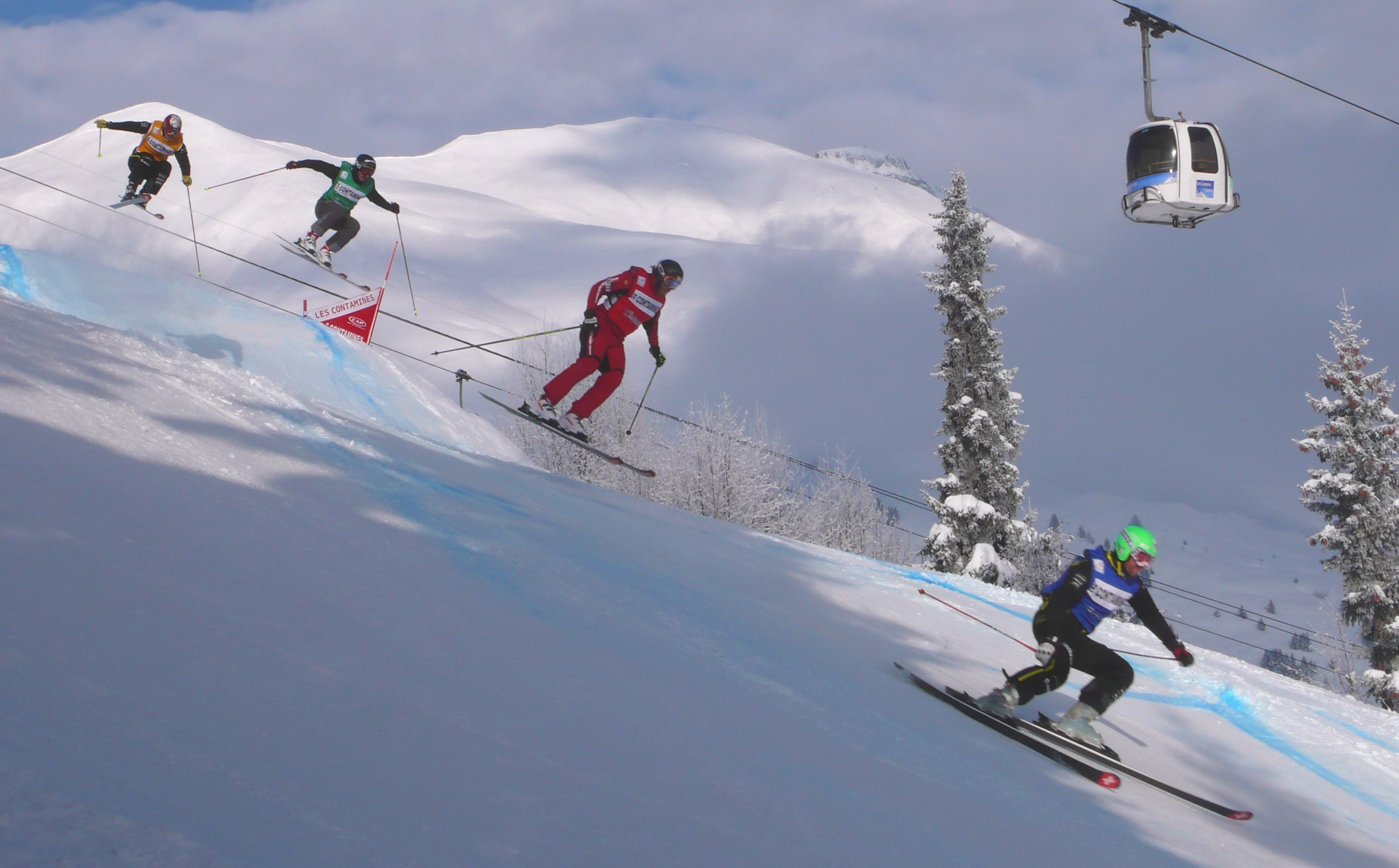
Esquiadores de campo a través en Les Contamines-Montjoie (Francia) en 2010

El Esquí de campo a través es una disciplina del esquí acrobático que consiste en bajar una pendiente e ir realizando saltos big air junto a otros esquiadores; el hecho de que haya más esquiadores bajando al mismo tiempo lo diferencia del esquí alpino.

## Historia
Este tipo de competición surgió a finales de la década de 1980, se intentaba crear la emoción del motocross en el esquí, para hacer las carreras de esquí más divertidas para los espectadores.
El esquí de campo a través ha tenido presencia en los Juegos Olímpicos de Invierno desde Vancouver 2010.